# Plac Na Rozdrożu w Warszawie

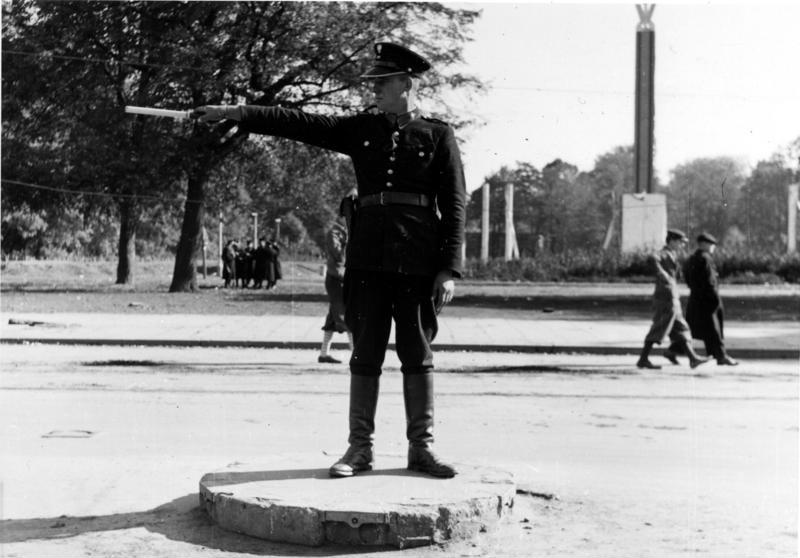
Plac Na Rozdrożu, 1939

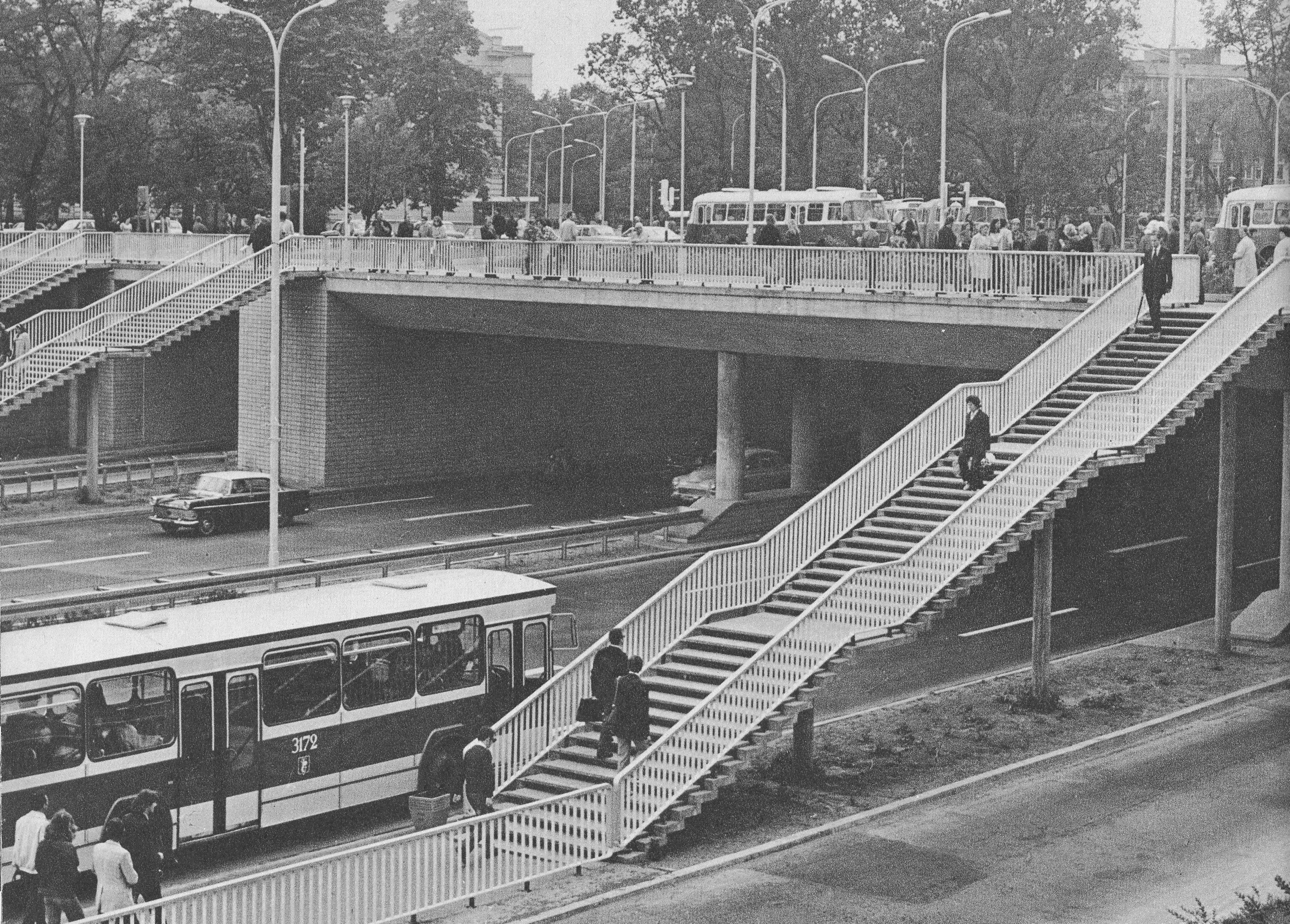
Plac po otwarciu Trasy Łazienkowskiej, 1974

Plac Na Rozdrożu – plac w dzielnicy Śródmieście w Warszawie.

## Układ
Zbiegają się tutaj ulice:
- aleja Armii Ludowej – część Trasy Łazienkowskiej;
- Koszykowa;
- aleja Jana Chrystiana Szucha;
- aleja Wyzwolenia;
- Aleje Ujazdowskie.

Układ dwupoziomowego placu został podporządkowany poprowadzonej tędy Trasie Łazienkowskiej. Biegnie ona dolnym poziomem w tunelu pod placem, natomiast górnym poprowadzono al. Jana Chrystiana Szucha i Al. Ujazdowskie oraz pozostałe dwie ulice, mające jednak charakter w całym układzie drugorzędny. Obydwa poziomy łączy ze sobą system zjazdów, który nie jest jednak kompletny – tj. ruch nie we wszystkich kierunkach jest w obrębie placu możliwy.
W czasie modernizacji plac został wyposażony w liczne połączenia podziemne dla pieszych, w zachodniej jego części powstał również placyk z fontanną.

## Historia
Plac powstał w 1768 jako część Osi Stanisławowskiej i wielkiego założenia, tzw. Ujazdowskiego, w ramach którego powstać miał system gwiaździstych placów z główną osią przecinającą Zamek Ujazdowski. Autorem jego założenia był August Moszyński. Od wyznaczonego na przecięciu Traktu Królewskiego z Drogą Królewską (ob. aleja Wyzwolenia i ulica Nowowiejska) placu wytyczono cztery aleje, z których trzy przetrwały do dziś (al. Wyzwolenia, ul. Koszykowa i al. Szucha). 
W wieku XIX plac, znajdujący się poza ścisłą zabudową miejską, był wraz z placem Ujazdowskim miejscem zabaw i wystaw. Pod koniec wieku wzniesiona tam cerkiew św. Michała Archanioła, służąca rosyjskiemu garnizonowi, stacjonującemu w rozległym zespole koszarowym u podnóża skarpy. Cerkiew została rozebrana w latach 20. XX wieku.
Po 1935 na placu planowano wznieść monumentalny pomnik Józefa Piłsudskiego będący elementem projektowanej na Polu Mokotowskim Dzielnicy Marszałka Józefa Piłsudskiego
Przed wybuchem II wojny światowej plac nosił nazwę placu Wolności.
Wraz z budową w latach 1971–1974 Trasy Łazienkowskiej układ placu uległ istotnym zmianom. Na potrzeby stworzenia nowoczesnego węzła komunikacyjnego uzyskał obecną, dwupoziomową formę wraz z placykiem z fontanną w części zachodniej. Pod placem przebito tunel o długości 46 metrów. Skośna w stosunku do placu Trasa zniekształciła czytelność Osi Stanisławowskiej. 
Na placu planowano wzniesienie pomnika Józefa Piłsudskiego i w 1990 wmurowano tam stosowną tablicę informacyjną.
10 listopada 2006 u zbiegu alei Szucha i Alei Ujazdowskich odsłonięto pomnik Romana Dmowskiego, który stał się przedmiotem protestów.
W 2021 na placu miał zostać odsłonięty pomnik Bitwy Warszawskiej 1920. W 2024 Wojewódzki Sąd Administracyjny w Warszawie na wniosek Wspólnoty Mieszkaniowej „Rozdroże”, która chciała zachowania fontanny z otaczającą ją zielenią (w miejscu której miał powstać pomnik), uchylił pozwolenie na budowę pomnika, i Ministerstwo Kultury i Dziedzictwa Narodowego zrezygnowało z jego budowy na placu.
4 czerwca 2023 na placu rozpoczął się tzw. „Wielki Marsz” w proteście przeciwko działaniom rządu PiS. 
W czasie przebudowy placu w 2023 zlikwidowano przejście podziemne dla pieszych pod Alejami Ujazdowskimi, a w 2024 zainstalowano windy na przystanki autobusowe w ciągu Trasy Łazienkowskiej.

## Ważniejsze obiekty
- Pomnik Ignacego Daszyńskiego
- Pomnik Romana Dmowskiego
- Trasa Łazienkowska
- Park Ujazdowski
- Ogród Botaniczny
- Gmach Ministerstwa Sprawiedliwości

## Obiekty nieistniejące
- Cerkiew św. Michała Archanioła